# Cavaion Veronese
Cavaion Veronese – miejscowość i gmina we Włoszech, w regionie Wenecja Euganejska, w prowincji Werona.
Według danych na rok 2004 gminę zamieszkiwało 4165 osób, 347,1 os./km².